# Le Typhon de Noruda
Le Typhon de Noruda (台風のノルダ, Taifū no Noruda) est un film d'animation japonais réalisé par Yōjirō Arai et produit par le Studio Colorido, sorti au Japon le 5 juin 2015,.

## Synopsis
Dans un collège, sur une île isolée du Japon, un groupe de collégiens et leur professeur sont surpris par une violente tempête, et doivent par mesure de sécurité, rester dans l'établissement, jusqu'à accalmie. Soumis à des différends, deux amis d'enfance, Azuma et Saijo se trouvent confrontés l'un à l'autre à cause de désaccords. Lors de la tempête, une jeune fille aux pouvoirs surnaturels semble liée à la tempête, et se trouve en difficulté. Azuma souhaite l'aider, et découvre ses pouvoirs. Qui est cette jeune fille et Azuma peut-il l'aider ? Pourquoi des amis d'enfance se battent-ils ? Des problèmes quotidiens et surnaturels qui se doivent d'être résolus au cours de l'aventure.

## Personnages
- Azuma (東?) (voix japonaise : Shūhei Nomura)
- Noruda (ノルダ?) (voix japonaise : Kaya Kiyohara)
- Saijō (西条?) (voix japonaise : Daichi Kaneko)

## Fiche technique
- Titre français : Le Typhon de Noruda
- Titre original : Taifū no Noruda (台風のノルダ?)
- Réalisation :
- Pays :  Japon
- Langue : japonais
- Format : couleur
- Dates de sortie : 
  -  Japon : 5 juin 2015